# Otto Šling

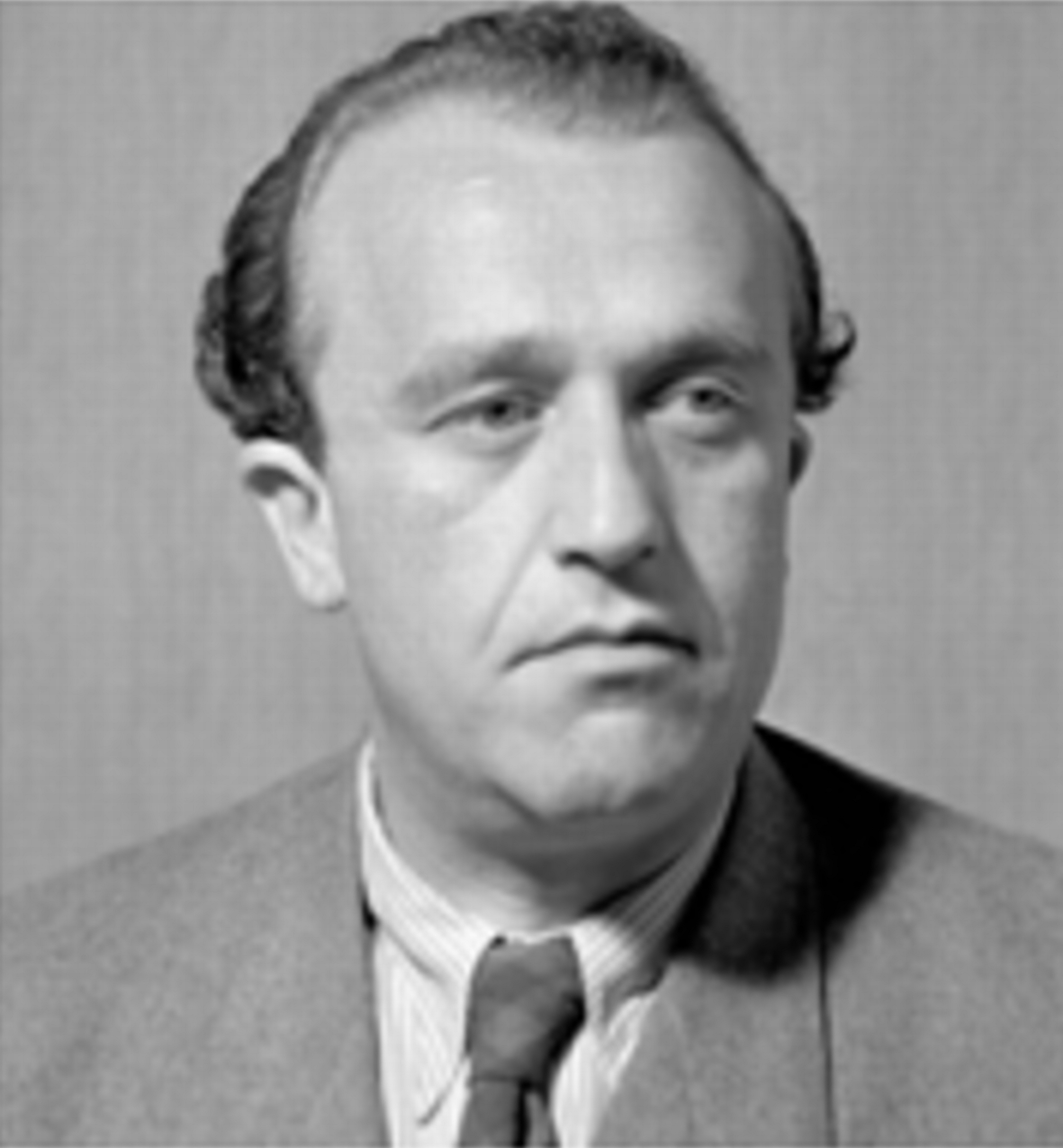
Otto Šling

Otto Šling (ur. 24 sierpnia 1912 w Novej Cerekvi, zm. 3 grudnia 1952 w Pradze) – czechosłowacki polityk komunistyczny.

## Życiorys
Uczył się w niemieckim gimnazjum w Teplicach, później studiował na Wydziale Medycznym Uniwersytetu Karola w Pradze, działał w Komunistycznym Związku Młodzieży, 1936–1939 pracował jako lekarz wojskowy w Brygadach Międzynarodowych w Hiszpanii. W latach 1939–1945 był sekretarzem ruchu uchodźczego „Mladé Československo” w Londynie. Po wojnie działał w KPCz, 1945–1949 był sekretarzem, a 1949–1950 I sekretarzem krajowym KPCz w Brnie, jednocześnie 1945–1950 posłem do Zgromadzenia Narodowego Czechosłowacji i 1946–1950 członkiem KC KPCz. W 1952 został skazany na śmierć w procesie Rudolfa Slánský'ego i następnie powieszony. W 1963 pośmiertnie zrehabilitowany.